# Туризм в Чили

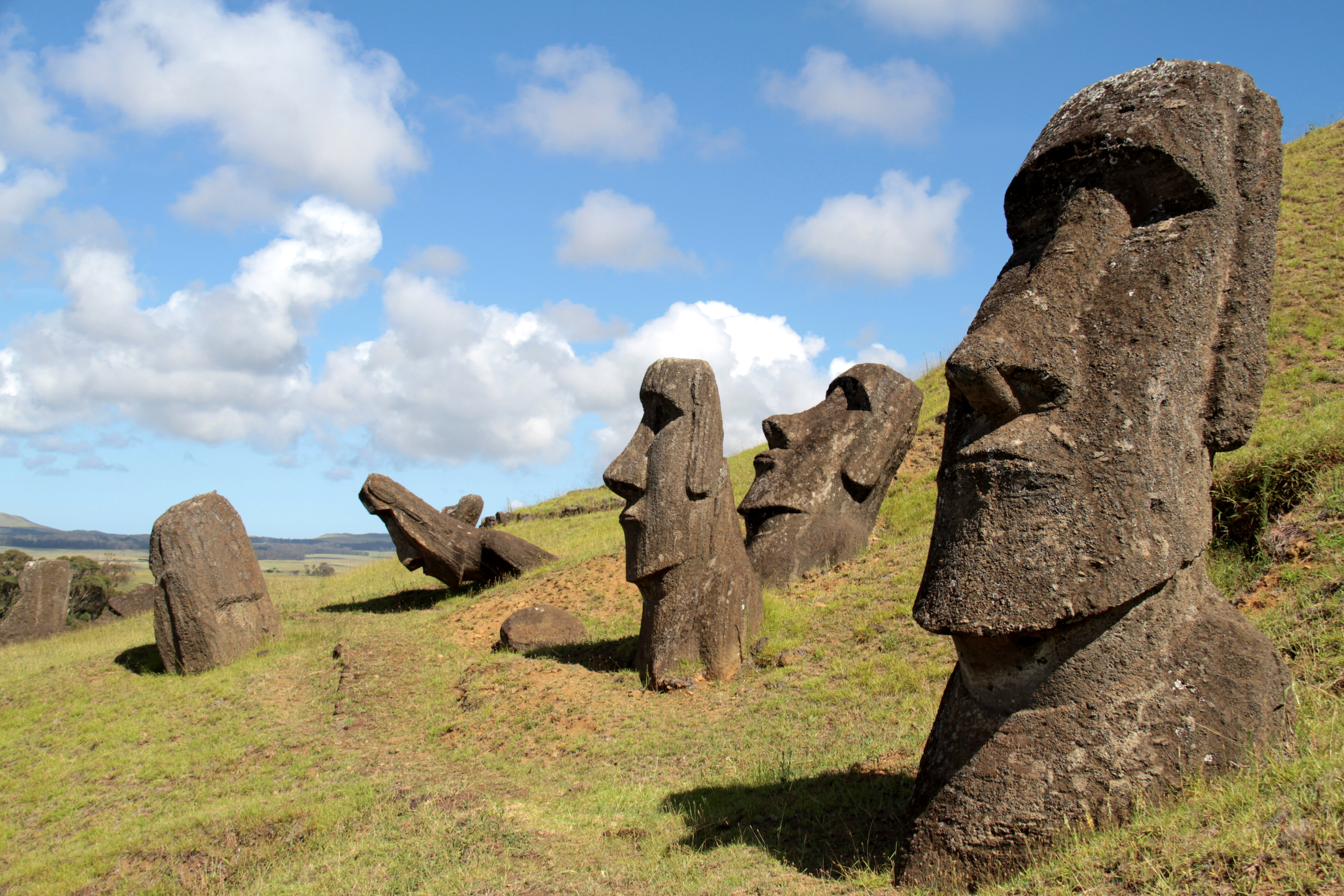
Остров Пасхи

Туризм в Чили подразделяется по географическим зонам. Под защитой государства находится около 14,5 млн га земель в виде национальных парков, заповедников и памятников природы, что составляет 20 % площади Чили. Основная доля туристов в 2011 году (59,3 %) прибывала из приграничных стран, 17,3 % — из других стран Южной Америки, 11,9 % — из Европы, 8 % — из Северной Америки. В 2012 году в страну приехало 3,5 млн туристов, а рост составил почти 13 %.

## Туристические зоны

### Большой север

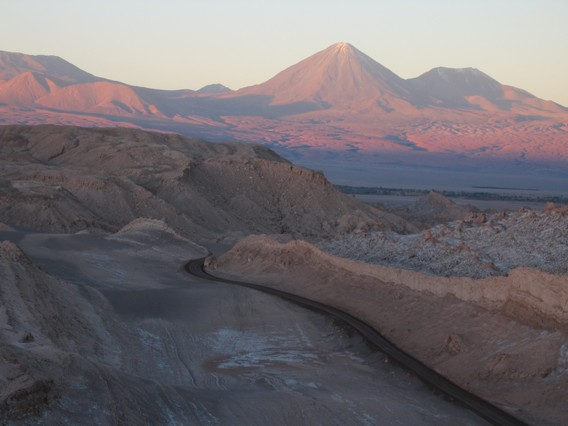
Лунная долина

Зона представлена самой засушливой пустыней мира Атакамой. Туристическими центрами севера Чили являются города Арика, Икике, Калама, Сан-Педро-де-Атакама и Антофагаста.
К достопримечательностям относятся пустынные термальные источники Мамина и Пика, национальный парк Лаука и заповедник Лас-Викуньяс.
Особое место занимает Лунная долина, расположенная в Национальном заповеднике Лос-Фламенкос.

### Малый север
В районе Малого севера (Норте-Чико) пустыня Атакама обретает краски и привлекает туристов обилием флоры и фауны, в особенности, разнообразием кактусов. Здесь находится национальный парк Пан-де-Азукар с колонией пингвинов Гумбольдта, а на побережье — парк Льянос-де-Чалле, где наблюдается явление Цветущей пустыни (исп. Desierto Florido), вызванное воздействием Эль-Ниньо. Известностью пользуется пляжный курорт Баия Инглеса.
В предгорьях Анд можно посетить национальный парк Невадо-Трес-Крусес со множеством птичьих лагун. На границе с Аргентиной возвышается высочайший из действующих вулканов на Земле — Охос-дель-Саладо.
В международных обсерваториях Серро-Ла-Силья и Серро-Лас-Кампанас проводятся экскурсии. Национальный памятник Валье-дель-Энканто содержит датирующиеся 2000 годом до н. э. петроглифы.
Город Ла-Серена позволяет увидеть долину Эльки и посетить Писко-Эльки — родину чилийского напитка писко, а также город Викунья — место рождения поэтессы и нобелевского лауреата Габриэлы Мистраль.
Южнее, возле города Овалье расположен парк Боске-Фрай-Хорхе, растения которого питаются влагой из прибрежного тумана каманчака, поскольку не получают годами ни капли дождя. Другими охраняемыми зонами являются национальный заповедник Лас-Чинчильяс и национальный парк Талинай.
Курортные города южной части Норте-Чико — Лос-Вилос и Пичиданги.

### Центр

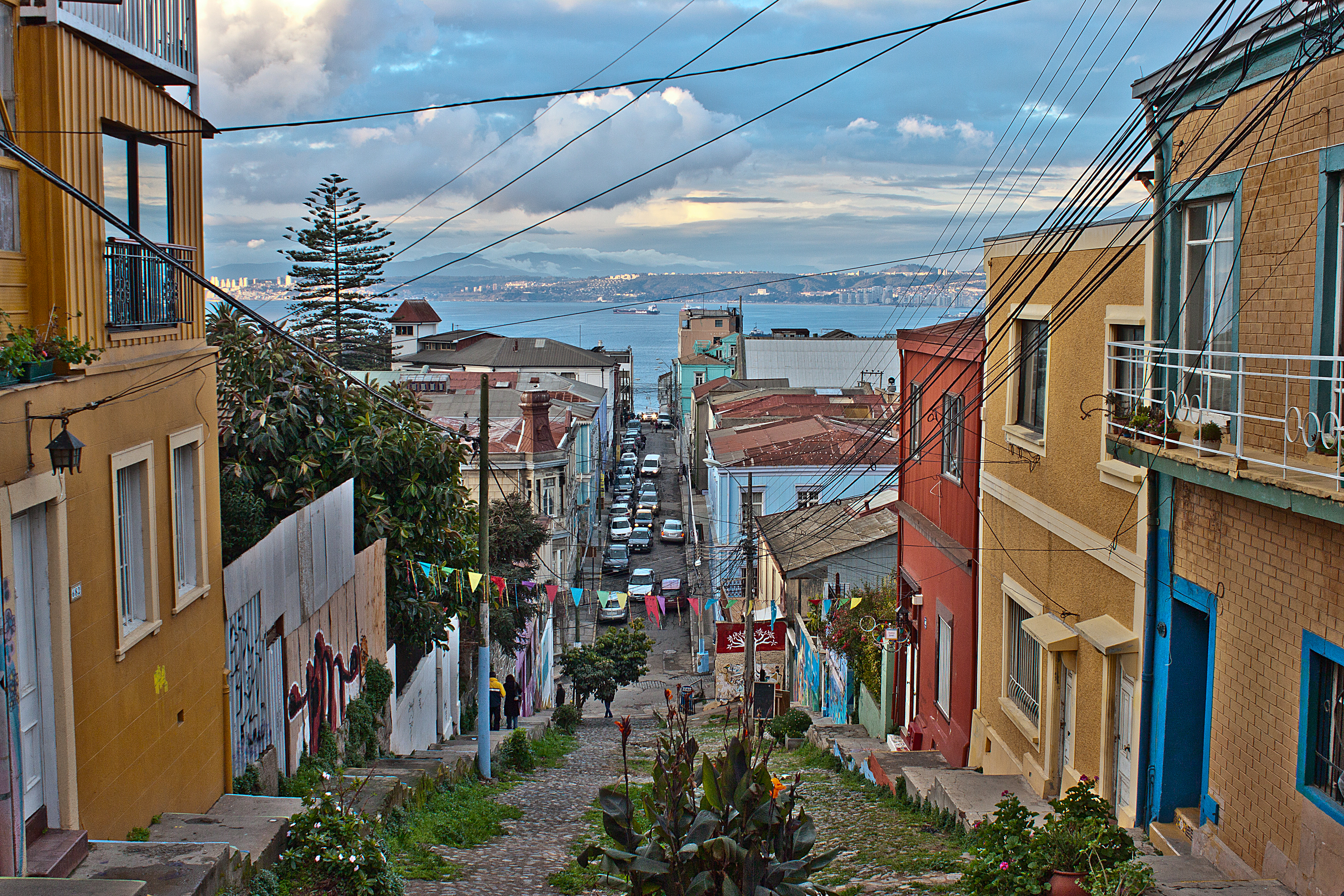
Вальпараисо

Эта туристическая зона принимает около половины всего турпотока (52 % в 2011 году). Здесь проходит коммерческая и культурная жизнь страны, поскольку в ней расположена столица Сантьяго. Находящийся в климате средиземноморского типа город окружён горами и горнолыжными курортами (Валье-Невадо, Портильо, комплекс Фареллонес-Эль-Колорадо-Ла-Парва). В 100 км к западу от него простираются пляжи Винья-дель-Мар и Вальпараисо.

### Юг
Богатство флоры и фауны обеспечило в этом районе появление национальных парков. Отсюда туристы отправляются в Кордильеры. Зона отличается дождливым климатом.

#### Патагония
На самом юге пролегает Патагония, пересечённая фьордами, такими как Кинтупеу (Quintupeu), Кауэльмо (Cahuelmo), Пуйууапи (Puyuhuapi), Китралько (Quitralco), и каналами, а также имеющая архипелаги. Климат — от влажного умеренно-холодного до полярного.
Туристическими воротами в регион является старинный Пуэрто-Монт, окрестности которого усеяны ледниковыми озёрами и покрыты девственными лиственными и хвойными лесами. На берегах ближайшего озера Льянкиуэ находятся туристические города Пуэрто-Варас и Фрутильяр.
Благодаря вулканической активности региона, в нём очень велико количество термальных источников. Из Пуэрто-Монта к ним отправляются специальные катера. Наиболее известные источники — Кауэльмо (Cahuelmo), Китралько (Quitralco), Порселана (Porcelana), Пуйууапи (Puyuhuapi).
Выделяются национальный парк Торрес-дель-Пайне, где в естественных условиях пампы обитают гуанако, нанду, фламинго, пумы, лисы и кондоры.
В малонаселённой области Айсен-дель-Хенераль-Карлос-Ибаньес-дель-Кампо хорошо тем туристам, которые увлекаются экстримом: шоссейными гонками, рафтингом, спуском по рекам на каяках.
У городка Вилья-О'Хиггинс начинаются чилийская Антарктида и континентальные ледники. У туристов пользуется успехом Лагуна Сан-Рафаэль ледника Сан-Валентин, самого близкого к экватору глетчера на уровне моря.

### Острова

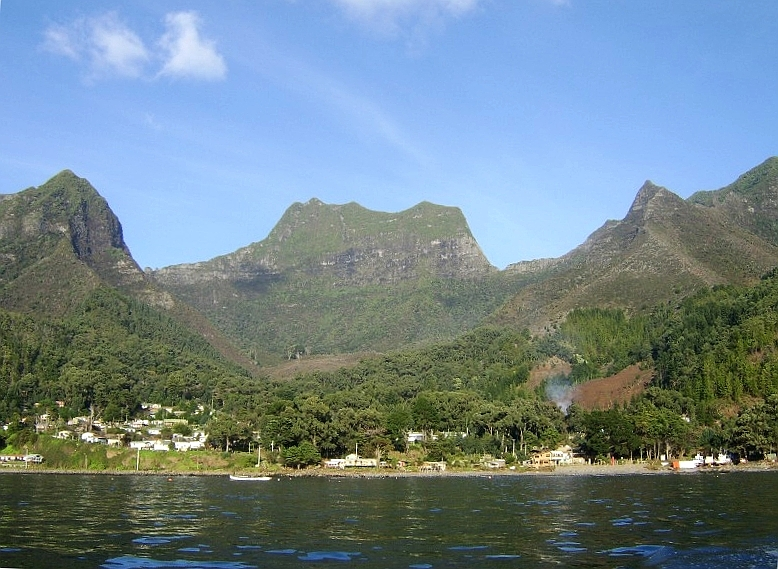
Остров Робинзон-Крузо

В Чили — сотни островов. Известен на весь мир остров Пасхи, место древних каменных статуй — моаи.
Другие острова — Моча, архипелаг Хуан-Фернандес, из которых самый популярный — Робинзон-Крузо. Острова Чилийского архипелага и Церкви острова Чилоэ занесены в список культурного наследия ЮНЕСКО.
На острове Исла-Негра расположен дом-музей всемирно известного поэта Пабло Неруды.

## Направления

### Альпинизм
Количество чилийских вулканов — около 50. В качестве однодневного путешествия в окрестностях столицы туристы восходят на пик Серро-Провиденсиа.
Помимо него вулкан Вильяррика — одно из наиболее популярных мест. Другим притягивающим альпинистов вулканом является Осорно. Проводятся восхождения и в Национальном парке Торрес-дель-Пайне.

### Астрономический туризм
Развит астрономический туризм, в разных регионах открыты для посетителей обсерватории Paniri Caur, Cruz del Sur, Pangue, Collowara, Mamalluca, а также подразделение Европейской южной обсерватории.

### Велотуризм
Помимо столицы (Парк Метрополитано) горный велосипед пользуется популярностью в удобных для этого районах: Национальном заповеднике Рио-Кларильо в Пирке и близлежащей Лагуне-де-Акулео.
Возможны высокогорные велопутешествия и на севере между городами Путре и Паринакота.
Интерес также представляют бывшие производства «Хамберстон и Санта-Лаура», где в XIX веке добывалась селитра, а теперь ставшие объектом ЮНЕСКО.
Пересечь границу Чили и Аргентины можно в долине Эльки, заказав велотур в агентстве.
На юге проходит маршрут, огибающий озеро Льянкиуэ из города Пуэрто-Варас в Пуэрто-Октай, и далее до водопадов Петроуе, где открывается вид на заснеженный вулкан Осорно. Особое место в велотуризме занимает Южная дорога (Carretera Austral) длиной 1240 км и проходящая по Патагонии.
На крайнем юге в Пуэрто-Наталес есть маршруты до Национального парка Торрес-дель-Пайне и в пещеру Милодон, где найдены останки доисторических ленивцев.

### Винный туризм
Благодаря климату в Чили производится местное вино и имеется одиннадцать винных маршрутов по основным долинам, где оно выращивается. Главные маршруты проходят недалеко от Вальпараисо в таких долинах как Аконкагуа, Сан-Антонио и Касабланка, Кольчагуа , которая в последние 10 лет превратилась в одну из самых лучших по производству красного вина. Другие регионы — долины Эльки, Лимари, Майпо, Качапоаль, Курико, Мауле и Итаты.
Крупные чилийские винодельни такие, как Вью Манент ( Viu Manent), Коно Сур (Cono Sur), Коусиньо Макул (Cousino Macul), Чокалан (Chocalan), Каса Силва (Casa Silva), Санта Рита (Santa Rita) уделяют огромное внимание винотуризму.

### Пляжный туризм

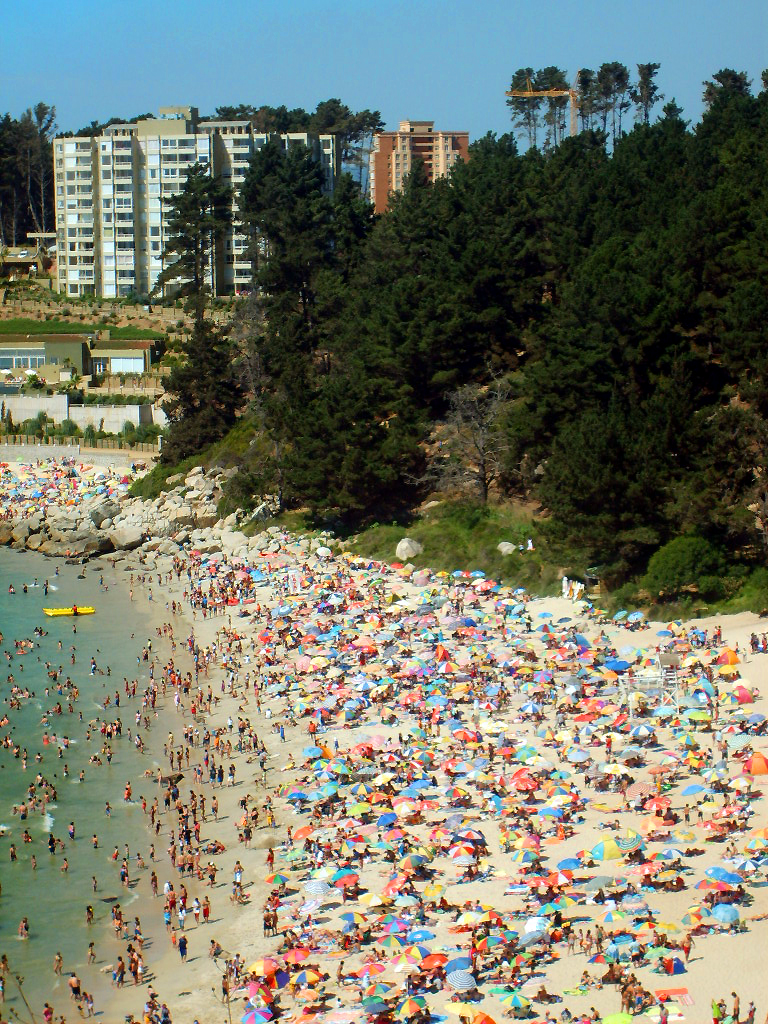
Пляж в Альгарробо

Отличается сезонностью из-за климатических условий. Многие пляжи расположены вблизи крупных городов либо в деревнях: исп. Quintay, исп. Maitencillo, Ла-Серена и Кокимбо, Антофагаста, Икике, Альгарробо, Арика, Buchupureo и другие.